# Cốp Bắc Bộ
Cốp Bắc Bộ (danh pháp: Kopsia tonkinensis) là một loài thực vật có hoa trong họ La bố ma. Loài này được Pit. mô tả khoa học đầu tiên năm 1934.